# Max Burchardt
Max Burchardt (ur. 15 stycznia 1831 w Naugard, zm. 25 września 1897 w Berlinie) – niemiecki lekarz.
Studiował w Berlinie, w 1855 roku ukończył studia, następnie od 1864 do 1866 pracował jako Privatdozent w Berlinie, od 1867 w Królewcu, od 1874 z powrotem w Berlinie, początkowo jako lekarz major (Oberstabsarzt) przy wojskowym zakładzie gimnastycznym (Militärturnanstalt), potem jako lekarz naczelny (Chefarzt) w I. Berlińskim szpitalu garnizonowym. Kierował też wydziałem okulistycznym szpitala Charité. W 1891 roku otrzymał tytuł profesora. Zmarł 25 września 1897 w Berlinie na zapalenie płuc.

## Wybrane prace
- Ueber eine bei Chloasma vorkommende Pilzform. Med. Zeitg. d. Vereins f. Heilk. 20. 7. 1859
- Ueber Soor und den dieser Krankheit eigenthümlichen Pilz (Charité-Annalen 1863)
- Ueber Sehproben (B. k. W. 1869, Nr. 48)
- Internationale Sehproben (1. Aufl. 1869; 2. Aufl. 1871; 3. Aufl. 1882)
- Ueber Krätze und deren Behandlung (1869)
- Neues Verfahren zur Bestimmung der Refraction im aufrechten Bilde (Cbl. f. pr. A. 1883)
- Praktische Diagnostik der Simulationen (Mit lithographischen Vorlagen und Stereoskop, 1875; 2. Aufl. 1878).